# Bitti
Bitti („bitta“ heißt auf Sardisch „Hirschkuh“) ist ein Ort mit 2547 Einwohnern (Stand 31. Dezember 2023) in der Provinz Nuoro in der italienischen Region Sardinien, der am Rande der gleichnamigen Hochebene liegt.
Bitti liegt 37 km nördlich von Nuoro.
Die Nachbargemeinden sind:Alà dei Sardi (OT), Buddusò (OT), Lodè, Lula, Nule (SS), Onani, Orune, Osidda und Padru (OT).
Beim Ort liegt das Brunnenheiligtum Su Romanzesu. Bei Orune liegen das Brunnenheiligtum Su Tempiesu und die Nuraghe Noddule.

## Söhne und Töchter der Gemeinde
- Salvatore Delogu (1915–2001), römisch-katholischer Geistlicher, Bischof von Ogliastra (1974–1981) und Valva e Sulmona (1981–1985)
- Gianuario Carta (1931–2017), Politiker der Democrazia Cristiana

## Einzelnachweise

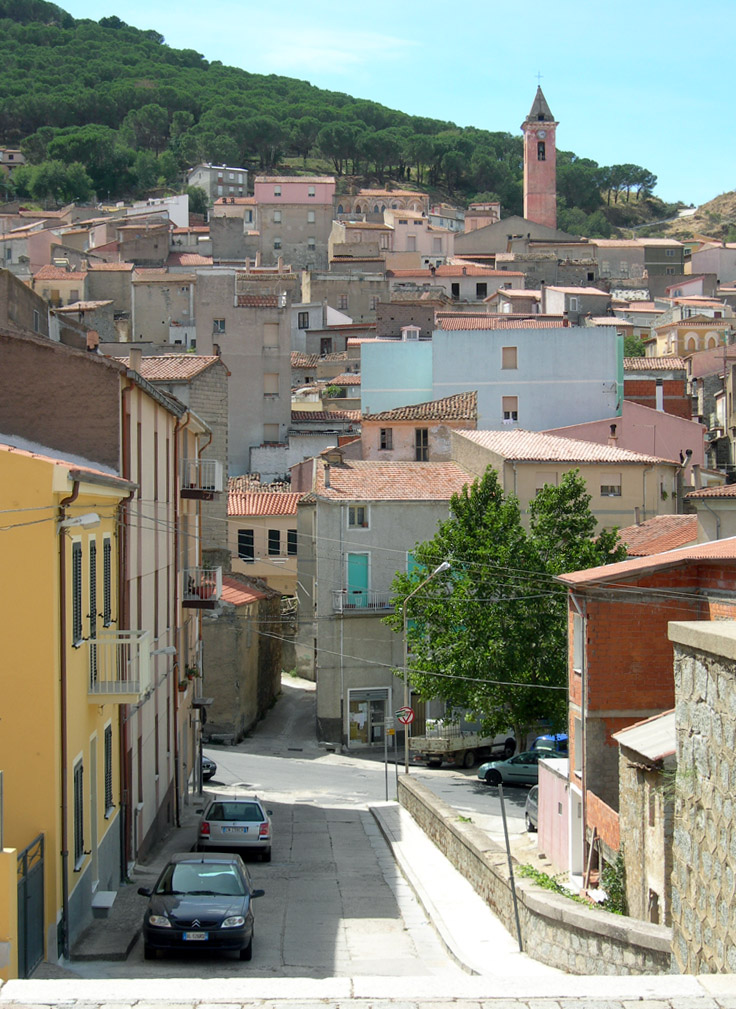
Bitti